# Palazzo Mori Ubaldini-Bigatti
Il Palazzo Mori Ubaldini-Bigatti è un edificio storico del centro di Firenze, situato nel Lungarno degli Archibusieri 8, con affaccio anche su piazza del Pesce. 

## Storia e descrizione
Il grande edificio guarda sul lungarno degli Archibusieri con un vasto fronte sviluppato su quattro piani per sette assi, dal lato di piazza del Pesce per tre assi. Qui, tuttavia, è il prospetto più articolato, inglobando il palazzo la volta de' Girolami e proponendo, all'altezza del terzo piano, un balcone con finestrone sormontato da uno scudo che reca l'arme della famiglia Mori Ubaldini (scaccato d'argento e di nero). Un disegno di Emilio Burci datato al 1844 e conservato presso il Gabinetto Disegni e Stampe degli Uffizi mostra la situazione immediatamente precedente all'attuale: pubblicato da Corrado Ricci nel 1905 è dallo stesso descritto nel suo "vario e pittoresco succedersi di piccole costruzioni e dell'ineguale loro salire verso il fianco del Palazzo Molini", ciò dell'edificio oggi più noto come Palazzo de' Girolami. Queste case, con ogni probabilità originariamente proprietà della vicina chiesa di Santo Stefano al Ponte, sarebbero quindi state acquistate dai Mori Ubaldini che avrebbero promosso la loro unificazione e riconfigurazione, si può ipotizzare tra gli anni sessanta e gli anni ottanta dell'Ottocento, quando la zona fu interessata da importanti lavori volti a restituire alla via il carattere di lungarno con la demolizione delle botteghe che erano andate a saturare il prospiciente corridoio vasariano (1884-1885). 

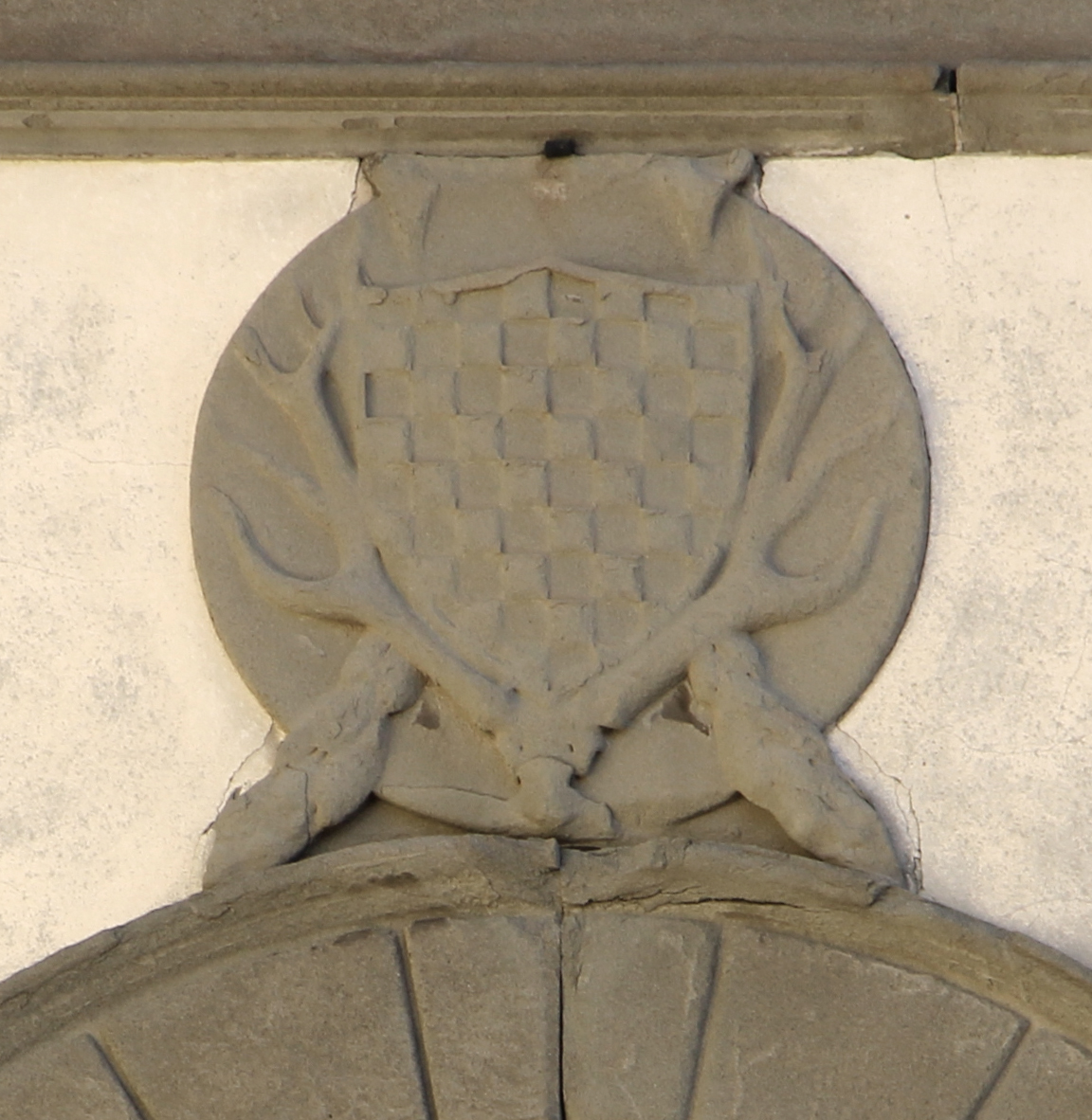
Stemma Mori ubaldini

Per quanto concerne il disegno dei prospetti lo stesso Ricci parla di una "ibrida architettura", come in effetti è, unendo il palazzo arcate terrene e cornici di finestre ispirate a modelli quattro cinquecenteschi con una gronda alla romana e balconi (cinque prospettano il lungarno) del tutto avulsi dalla tradizione locale, di modo che è facile immaginare non poche critiche mosse al tempo al nuovo edificio. 
A dispetto dei suoi detrattori, il palazzo è rimasto miracolosamente illeso nel corso delle distruzioni perpetrate dalle truppe tedesche in ritirata nell'agosto del 1944, causa della distruzione dei ben più antichi edifici limitrofi. 
In un appartamento di questo palazzo visse, tra il 1896 e il 1915, prima di trasferirsi nel palazzo Corsi di via de' Benci, il collezionista e storico dell'arte inglese Herbert Horne.